# Пітер Гнатів
Пітер Л. Гнатів (англ. Peter L. Hnatiw; (1932 , Торонто )) — канадський керлінгіст.
У складі чоловічої збірної Канади учасник чемпіонату світу 1975 року (стали бронзовими призерами). Чемпіон Канади серед чоловіків (1975).
Грав на позиції першого.

## Досягнення
- Чемпіонат світу з керлінгу серед чоловіків: бронза (1975).
- Чемпіонат Канади з керлінгу серед чоловіків: золото (1975).

## Команди
| Сезон   | Четвертий  | Третій   | Другий       | Перший       | Турніри           |
| ------- | ---------- | -------- | ------------ | ------------ | ----------------- |
| 1974-75 | Білл Тетлі | Рік Ленг | Білл Ходжсон | Пітер Гнатів | ЧК 1975 · ЧМ 1975 |

(Скіпи виділені напівжирним шрифтом)